# Пролетарии от всички страни, съединявайте се!
„Пролетарии от всички страни, съединявайте се!“ (на немски: Proletarier aller Länder, vereinigt euch!) е сред най-известните комунистически лозунги.

## Употреба
За първи път е употребен от Карл Маркс и Фридрих Енгелс в съставения от тях „Манифест на комунистическата партия“ през 1848 г.
Надписът е девиз в герба на СССР на езиците на всичките съюзни републики, на гербовете на всяка от тях (своя език и на руски език) и на гербовете на автономните съветски републики (на своя език и на езика на съюзната република). Изписан е и на съветските банкноти след 1919 година, на партийните билети (членски удостоверения) и в съветски вестници.

## Варианти на лозунга
През 1920 г. Комунистическият интернационал издава специално за народите от Изтока следния лозунг: „Пролетарии от всички страни и угнетени народи, съединавайте се!“ Ленин се опитва да популяризира този лозунг, но той не става широко известен, макар да се ползва за кратко време от някои маоисти.
Разширен вариант на лозунга е: „Пролетарии от всички страни, съединявайте се! Нямате какво да губите, освен оковите си!“
Вариант на този лозунг - „Работници от всички страни, съединявайте се!“, стои на надгробната плоча на Маркс.